# Lecumberri
Lecumberri (oficialmente en euskera: Lekunberri) es una localidad y un municipio español de la Comunidad Foral de Navarra, situado en la Merindad de Pamplona, en la comarca Norte de Aralar y a 33 km de la capital de la comunidad, Pamplona. Su población en 2017 fue de 1502 habitantes (INE).

## Toponimia
El nombre de Lecumberri (Lekunberri) proviene del euskera, desglosándose la palabra en:
1. leku: lugar (sustantivo)
2. un/on: bueno (adjetivo)
3. berri: nuevo (sustantivo)

Pudiendo ser traducido al español como «Lugar nuevo bueno».
El gentilicio de la localidad es en español lecumberriense y en vascuence, lekunberriarra.

## Geografía
La localidad de Lecumberri está situada en la parte noroeste de la Comunidad Foral de Navarra en la región geográfica de la Montaña de Navarra a una altitud de 571 m s. n. m. Su término municipal tiene una superficie de 6,71 km² y limita por todo su perímetro con el municipio de Larráun y concretamente con los términos de los siguientes concejos y lugares: Al norte con Huici, al este con Echarri y Muguiro, al sur con Iribas y Alli, y al noroeste con Baráibar, Albiasu y Azpíroz.
Ha sido tradicionalmente un lugar de paso entre montañas, en el centro del valle de Larráun y en la falda de la sierra de Aralar.

### Clima
Datos proporcionados por el Gobierno de Navarra de la estación de Alli-Larráun, muy próxima a Lecumberri.
| Parámetros climáticos promedio de Lecumberri | Parámetros climáticos promedio de Lecumberri | Parámetros climáticos promedio de Lecumberri | Parámetros climáticos promedio de Lecumberri | Parámetros climáticos promedio de Lecumberri | Parámetros climáticos promedio de Lecumberri | Parámetros climáticos promedio de Lecumberri | Parámetros climáticos promedio de Lecumberri | Parámetros climáticos promedio de Lecumberri | Parámetros climáticos promedio de Lecumberri | Parámetros climáticos promedio de Lecumberri | Parámetros climáticos promedio de Lecumberri | Parámetros climáticos promedio de Lecumberri | Parámetros climáticos promedio de Lecumberri |
| Mes                                          | Ene.                                         | Feb.                                         | Mar.                                         | Abr.                                         | May.                                         | Jun.                                         | Jul.                                         | Ago.                                         | Sep.                                         | Oct.                                         | Nov.                                         | Dic.                                         | Anual                                        |
| -------------------------------------------- | -------------------------------------------- | -------------------------------------------- | -------------------------------------------- | -------------------------------------------- | -------------------------------------------- | -------------------------------------------- | -------------------------------------------- | -------------------------------------------- | -------------------------------------------- | -------------------------------------------- | -------------------------------------------- | -------------------------------------------- | -------------------------------------------- |
| Temp. máx. media (°C)                        | 7.7                                          | 8.8                                          | 12.2                                         | 13.9                                         | 18.2                                         | 21.6                                         | 23.6                                         | 23.9                                         | 20.9                                         | 16.1                                         | 10.8                                         | 8.1                                          | 15.4                                         |
| Temp. mín. media (°C)                        | 1.7                                          | 1.4                                          | 3.3                                          | 4.5                                          | 7.9                                          | 10.7                                         | 12.3                                         | 12.8                                         | 9.9                                          | 8.2                                          | 4.2                                          | 2.1                                          | 6.6                                          |
| Precipitación total (mm)                     | 171.1                                        | 138.1                                        | 153.3                                        | 159.3                                        | 120.4                                        | 81.3                                         | 54.5                                         | 58.9                                         | 100.8                                        | 155.3                                        | 214.7                                        | 204                                          | 1611.9                                       |
| Fuente: Meteo Navarra - Gobierno de Navarra  |                                              |                                              |                                              |                                              |                                              |                                              |                                              |                                              |                                              |                                              |                                              |                                              |                                              |

## Demografía
Lecumberri cuenta con una población de 1697 habitantes (INE 2024).
| Gráfica de evolución demográfica de Lekumberri entre 2001 y 2021 |
| |
| Población de derecho según los censos de población del INE Población de hecho según los censos de población del INEEntre el censo de 2001 y el anterior, aparece este municipio porque se segrega del municipio 31144 (Lerraún) |

## Economía
La situación de Lecumberri, a medio camino entre las capitales provinciales de Pamplona (Navarra) y San Sebastián (Guipúzcoa) hizo que tras la construcción de la autovía desde Pamplona hasta San Sebastián en 1995 (A15 en el tramo navarro y AP15 en el tramo guipuzcoano), esta localidad se viese beneficiada de una infraestructura de conexión con ambas ciudades lo que la convirtió en un destino atrayente para la inversión industrial, sector que emplea a más del 50 % de la población activa que vive en la localidad.

## Administración y política
Lecumberri pertenece al partido judicial de Pamplona.

### Gobierno municipal
Lecumberri ha sido históricamente uno de los 16 concejos del valle de Larráun, siendo el núcleo más poblado y la capital de dicho valle. El municipio de Lecumberri surgió a principios de la década de 1990 debido a un contencioso político-administrativo que enfrentó al concejo de Lecumberri con los restantes concejos del valle y el propio ayuntamiento de Larráun. El conflicto se solucionó con la secesión del concejo, que pasó a ser municipio independiente mediante el Decreto Foral 50/1995, de 20 de febrero.
El municipio de Larráun, que sigue englobando a los restantes 15 concejos del valle, tiene su sede en Muguiro.
| Periodo   | Nombre                                | Partido | Partido                        |
| --------- | ------------------------------------- | ------- | ------------------------------ |
| 1991-2011 | José Mari Aierdi Fernández de Barrena |         | Eusko Alkartasuna (EA)         |
| 2011-2015 | José Mari Aierdi Fernández de Barrena |         | Lekunberriko Taldea (LT)       |
| 2015-2019 | Mikel Mikeo Ciganda                   |         | Lekunberriko Taldea (LT)       |
| 2019-2023 | Gorka Azpiroz Razkin                  |         | Lekunberriko Taldea (LT)       |
| 2023-act. | Arkaitz Goikoetxea Arriola            |         | Euskal Herria Bildu (EH Bildu) |

| Partido político                     | 2023  | 2023  | 2023       | 2019  | 2019  | 2019       | 2015  | 2015  | 2015       | 2011  | 2011  | 2011       | 2007  | 2007  | 2007       |
| Partido político                     | Votos | %     | Concejales | Votos | %     | Concejales | Votos | %     | Concejales | Votos | %     | Concejales | Votos | %     | Concejales |
| Euskal Herria Bildu (EH Bildu)-Bildu | 483   | 51,93 | 5          | 408   | 46,25 | 4          | 247   | 32,46 | 3          | 232   | 32,00 | 3          | —     | —     | —          |
| Lekunberriko Taldea (LT)             | 422   | 45,37 | 4          | 446   | 50,56 | 5          | 491   | 64,52 | 6          | 415   | 57,24 | 6          | 443   | 65,53 | 7          |
| Partido Popular (PP)                 | —     | —     | —          | —     | —     | —          | —     | —     | —          | 54    | 7,45  | 0          | —     | —     | —          |
| LE                                   | —     | —     | —          | —     | —     | —          | —     | —     | —          | —     | —     | —          | 187   | 27,66 | 2          |

### Elecciones generales
| Elecciones al Congreso de 2016 en Lecumberri/Lekunberri | Elecciones al Congreso de 2016 en Lecumberri/Lekunberri | Elecciones al Congreso de 2016 en Lecumberri/Lekunberri | Elecciones al Congreso de 2016 en Lecumberri/Lekunberri | Elecciones al Congreso de 2016 en Lecumberri/Lekunberri |
| Logo                                                    | Partido político                                        | Votos                                                   | Porcentaje                                              |                                                         |
| ------------------------------------------------------- | ------------------------------------------------------- | ------------------------------------------------------- | ------------------------------------------------------- | ------------------------------------------------------- |
|                                                         | Podemos (Podemos)                                       | 260                                                     | 38,12%                                                  |                                                         |
|                                                         | EH Bildu (EH Bildu)                                     | 118                                                     | 17,30%                                                  |                                                         |
|                                                         | Unión del Pueblo Navarro (UPN)                          | 110                                                     | 16,13%                                                  |                                                         |
|                                                         | Geroa Bai (GBai)                                        | 93                                                      | 13,64%                                                  |                                                         |
|                                                         | Partido Socialista Obrero Español (PSOE)                | 56                                                      | 8,21%                                                   |                                                         |
|                                                         | Ciudadanos-Partido de la Ciudadanía (Cs)                | 37                                                      | 5,43%                                                   |                                                         |
|                                                         | Partido Animalista Contra el Maltrato Animal (PACMA)    | 4                                                       | 0,59%                                                   |                                                         |
|                                                         | Libertad Navarra-Libertate Nafarra (LN)                 | 1                                                       | 0,15%                                                   |                                                         |
|                                                         | Recortes Cero-Grupo Verde (RC-GV)                       | 1                                                       | 0,15%                                                   |                                                         |

## Cultura
Situado al norte de Navarra y siendo zona vascófona tiene como cultura insignia la euscaldún. Lecumberri tuvo su época de esplendor en el siglo XVI cuando empezó a experimentar un gran tráfico de gentes que pasaban por la localidad atravesando el valle de Larráun, gracias a ello sus gentes supieron lucrarse bien de la ocasión y prueba de ello se conservan antiguos y señoriales caseríos.

### Deporte
El club de fútbol de la localidad es el Beti Kozkor Kirol Elkartea.

### Fiestas
Aunque el patrón de la localidad es San Juan Bautista, las fiestas patronales se celebran en honor de la Virgen del Pilar el 12 de octubre.